# نيا إريثرايا
نيا إريثريا (Νέα Ερυθραία) هي مدينة في إقليم أتيكا في اليونان.